# Nílton de Sordi
Pour les articles homonymes, voir Sordi.
Nílton de Sordi est un footballeur brésilien né le 14 février 1931 à Piracicaba et mort le 24 août 2013 à Bandeirantes. Il jouait latéral droit.

## Carrière en club
- 1949-1952 : XV de Novembro (Piracicaba)  Brésil
- 1952-1965 : São Paulo FC  Brésil

## Carrière internationale
Il a gagné la coupe du monde 1958 avec l’équipe du Brésil.
Il a été sélectionné 22 fois en équipe nationale (14 victoires, 7 nuls, 1 défaite).

## Palmarès
- Champion du monde : 1958 avec  Brésil
- Champion de São Paulo : 1953 et 1957 avec São Paulo FC